# ヴィットリオ・ロッシ・ピアネリ
ヴィットリオ・ロッシ・ピアネリ（Vittorio Rossi Pianelli、1875年7月9日 - 1953年9月25日）は、イタリアの俳優。

## 出演作品
- 死すともやすまじ
- 強力マチステ
- ヘッダ・ガブラー
- 愛を求めて
- 半生の紅涙
- 海中の猛火
- 夜の恐怖
- 大袈裟な探偵